# Кувалдино
Кувалдино — деревня в Конаковском районе Тверской области. Входит в состав Дмитровогорского сельского поселения.

## География
Находится в юго-восточной части Тверской области на расстоянии приблизительно 21 км на восток -юго-восток по прямой от районного центра города Конаково на левом берегу реки Сестра.

## История
Известна с 1628 года. В 1859 году здесь (деревня Корчевского уезда Тверской губернии) был учтен 41 двор.

## Население
Численность населения: 347 человек (1859 год), 9 (русские 89 %) в 2002 году, 5 в 2010.